# Лез-Эзи-де-Тайак-Сирёй
Лез-Эзи-де-Тайак-Сирёй (фр. Les Eyzies-de-Tayac-Sireuil) — коммуна на юго-западе Франции в департаменте Дордонь (регион Аквитания).
Уникальное количество палеолитических стоянок первобытных людей стало причиной того, что город Лез-Эзи-де-Тайак-Сирёй претендует на статус «мировой столицы первобытного общества».

## География
Коммуна расположена на территории исторического края Чёрный Перигор в месте слияния рек Везер и Бёнь.
Коммуна обслуживается маршрутами региональной железнодорожной сети TER Aquitaine (вокзал Эзи). Автомобилистам можно воспользоваться национальной автомагистралью A89 и департаментской автотрассой 710.

## История
На месте, где сейчас находится коммуна Лез-Эзи-де-Тайак-Сирёй, люди жили ещё в эпоху палеолита.
В эпоху, когда в Европе царил ледниковый период, а в Оверни извергались вулканы горного массива Пюи, первобытные люди покинули замёрзшие северные равнины, где уже возникли аббевильская и ашёльская археологические культуры, и отправились в более тёплые края, вслед за дикими животными, на которых они охотились. Низовья реки Везер, уровень которой в ту эпоху был примерно на 30 метров выше современного, показались им благоприятным местом благодаря ресурсам обширных лесных массивов, удобным естественным пещерам и хорошо расположенным скальным гротам, служившим для них укрытием. Местный известняк по своей структуре был не такой крошащийся и трескающийся, как известняк долины реки Дордонь. Поколения людей сменяли друг друга в этих пещерах на протяжении нескольких десятков тысяч лет, чему осталось немало ископаемых свидетельств: останки скелетов, пепел очагов, рабочие орудия, вооружение, домашняя утварь, горшки, декоративные элементы. Их культура менялась вместе с изменением природной среды, в которой они жили. Глобальное потепление климата, наступившее в конце мадленской эпохи, заставило человека покинуть пещеры и переселиться на открытое пространство, на освещённые солнцем склоны.
В марте 1868 года французский палеонтолог Луи Ларте обнаружил в скальном гроте на территории Лез-Эзи-де-Тайак первые пять скелетов кроманьонцев, самых ранних из известных представителей современного человека. Среди находок был скелет с утробным плодом, а их черепа выглядели весьма близко к современному виду и имели значительно более округлую форму, чем черепа более древних неандертальцев.
В 1905 году коммуна Тайак (фр. Tayac) стала называться Лез-Эзи-де-Тайак.
В 1973 году произошло слияние с малочисленной коммуной Сирёй (фр. Sireuil), и новая коммуна получила название Лез-Эзи-де-Тайак-Сирёй.

## Достопримечательности
- Статуя Человек первобытный (Homme primitive) работы французского скульптора Поля Дарде, установленная в 1931 году на естественном плато выше над коммуной Лез-Эзи-де-Тайак-Сирёй; её можно рассмотреть вблизи, направляясь в Музей доисторической эпохи.

### Природные объекты
- Гран-Рок, пещера с естественными эксцентрическими сталактитами и сталагмитами, похожими на кораллы.

### Стоянки первобытного человека
На территории коммуны расположено множество археологических памятников доисторического периода, в том числе:
- Фон-де-Гом, последняя открытая для посещения в регионе пещера с настенными полихромными изображениями доисторического периода
- Комбарель
- Ла-Мут
- Бернифаль
- Пещерное жилище Ла-Микок, где обнаружены многочисленные археологические свидетельства использования каменных орудий эпохи палеолита (тейякской, микокской и мустьерской археологических культур)
- Стоянка Шадурна, по имени её владельца Армана Шадурна[1]
- Кро-Маньон, скальный грот, давший своё имя кроманьонцам
- Абри-Пато[фр.], пещера, находящаяся в ведении местного музея доисторической эпохи. Здесь обнаружены уровни позднего палеолита, а именно ориньякская, граветтская и протомадленская[фр.] археологические культуры. Температура нагрева обугленных органических материалов постепенно повышалась от 350 °С в ориньякском уровне до 450 °С в граветтском уровне (присутствует фуран). Возможно, обитатели Абри Пато могли использовать при нехватке древесины навоз северного оленя в качестве топлива. Из осадочных пород древнее 20 тыс. лет удалось извлечь мтДНК ранних современных людей и млекопитающих (Bovidae, Canidae, Cervidae, Equidae)[2]
- Стоянки эпохи палеолита Верхняя Ложери и Нижняя Ложери
- Стоянка Пуассон (по рисунку рыбы)
- Пещеры Roc de Cazelle являются жилищем троглодитов, которые были населены с доисторической эпохи до 1960-х годов.

Некоторые из этих пещер и стоянок были внесены в число объектов всемирного наследия ЮНЕСКО под единым титулом «Гроты с палеолитическими рисунками в долине реки Везер». Такой обширный комплекс археологических объектов стал причиной того, что город Лез-Эзи-де-Тайак-Сирёй претендует на статус «мировой столицы первобытного общества».

### Музей
Национальный музей доисторической эпохи, расположенный в центре города, представляет в своих коллекциях множество археологических находок доисторической эпохи. Имея богатую коллекцию тёсаных кремнёвых орудий, он представляет высокий интерес для специалистов.

### Исторические объекты
- Замок Коммарк, XII—XV век, исторический памятник, посещение возможно.
- Замок Тайак и его пристройки, XII—XV век, исторический памятник

## Известные личности
- Кроманьонец

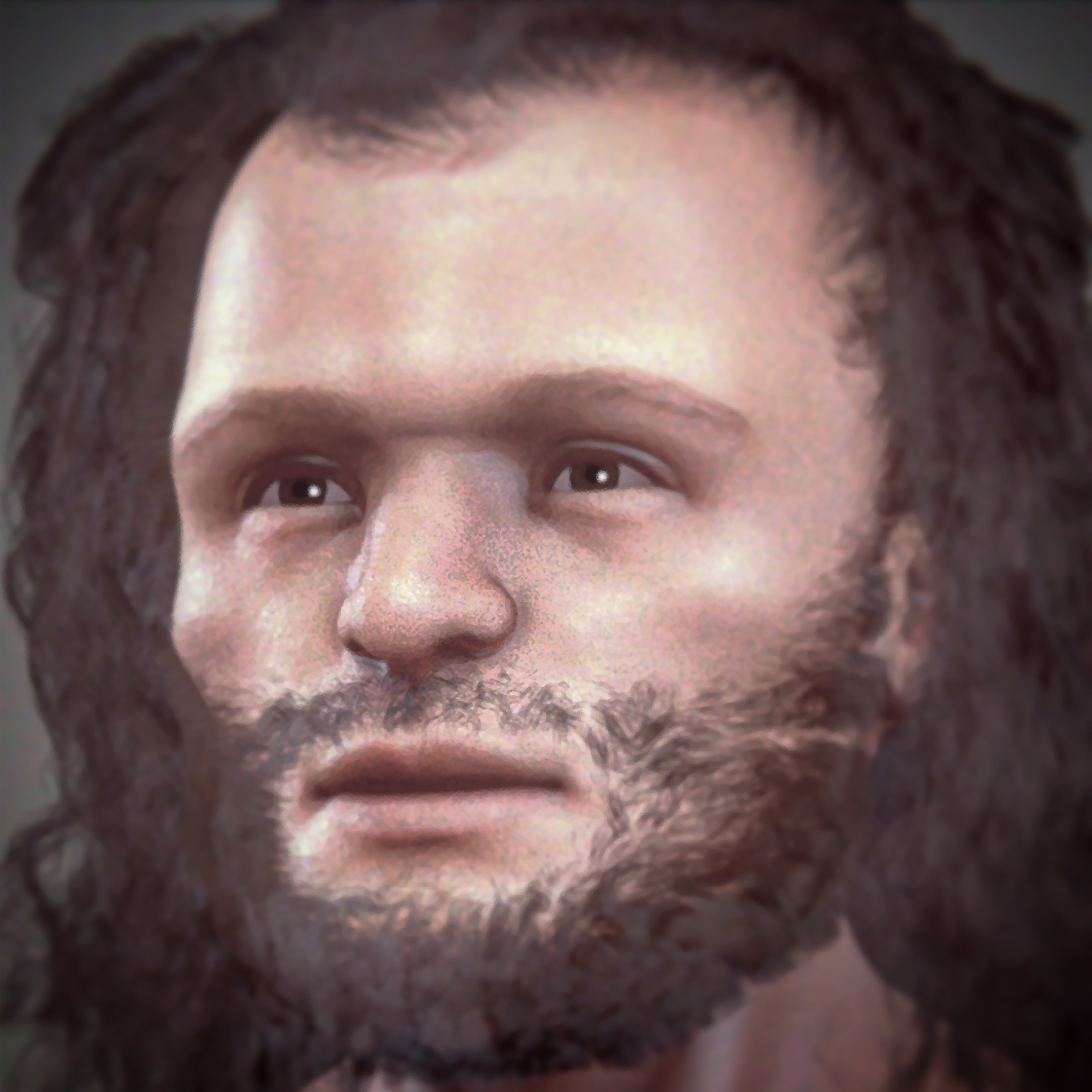
Кроманьонец

В коммуне жили и трудились известные французские археологи и историки первобытного общества:
- Луи Ларте и его отец Эдуард Ларте
- Дени Пейрони, основатель местного музея
- Анри Брейль
- Жозеф Луи Капитан

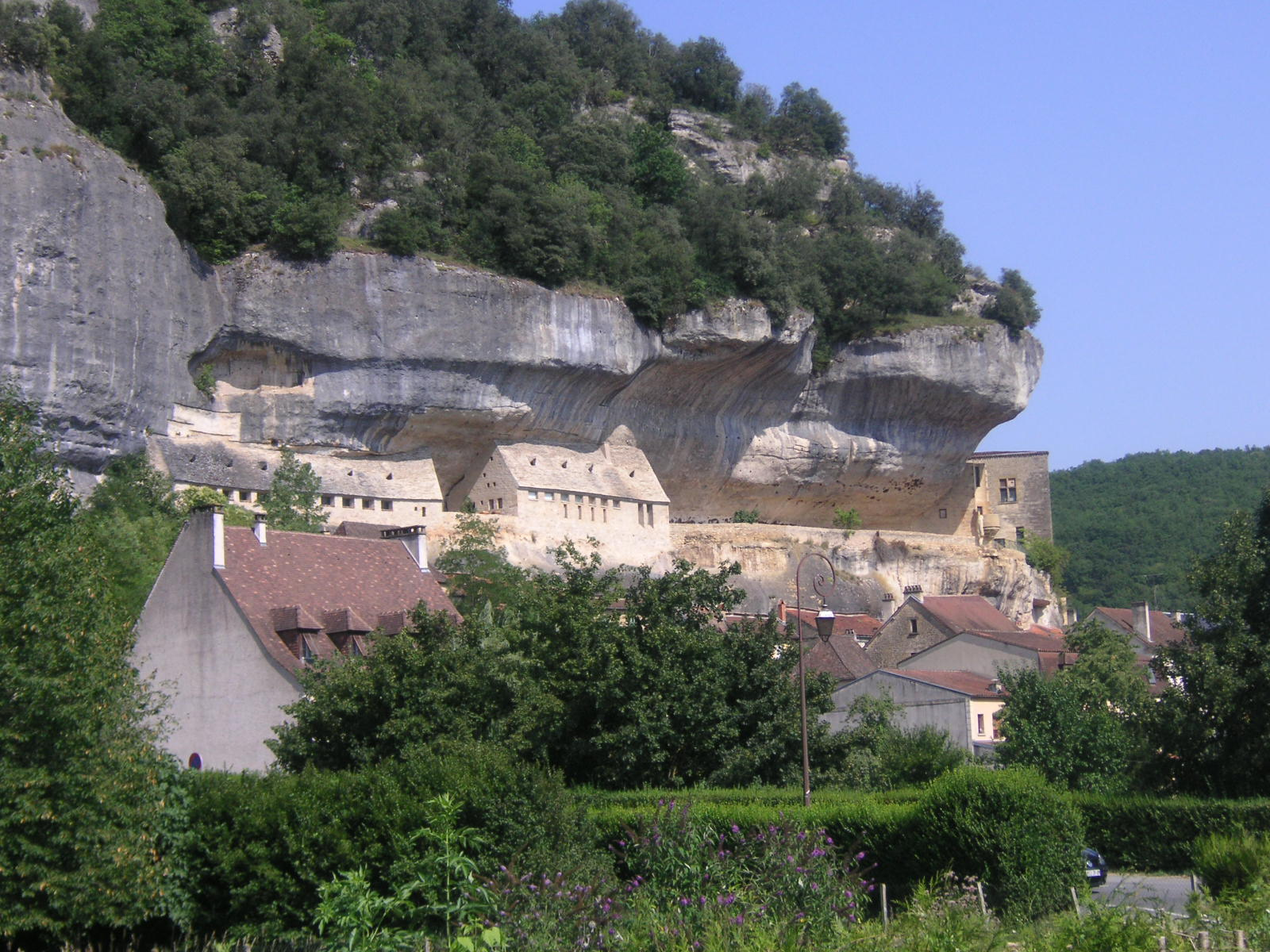
Обрывистая скала, нависающая над коммуной
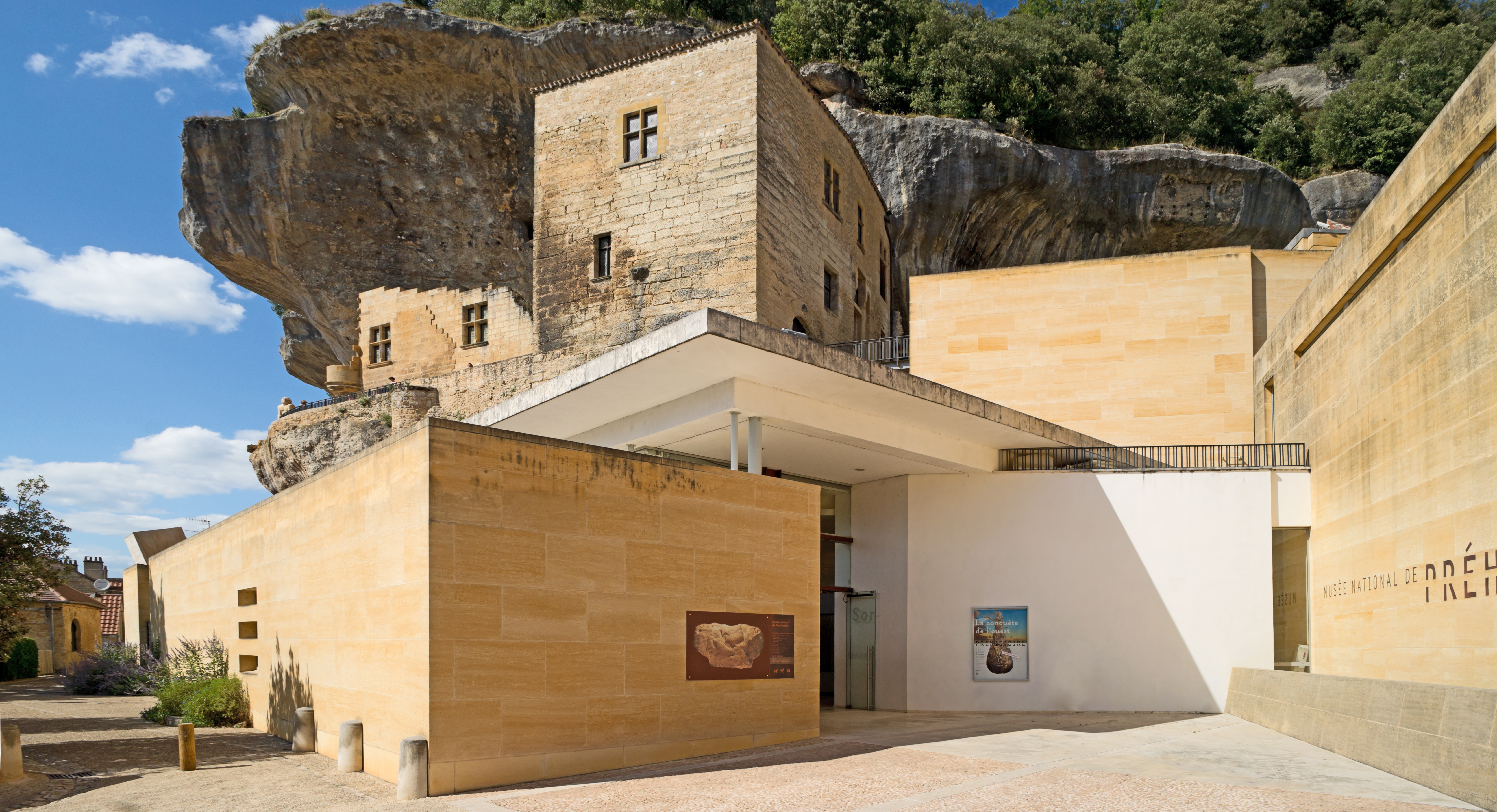
Национальный музей доисторической эпохи
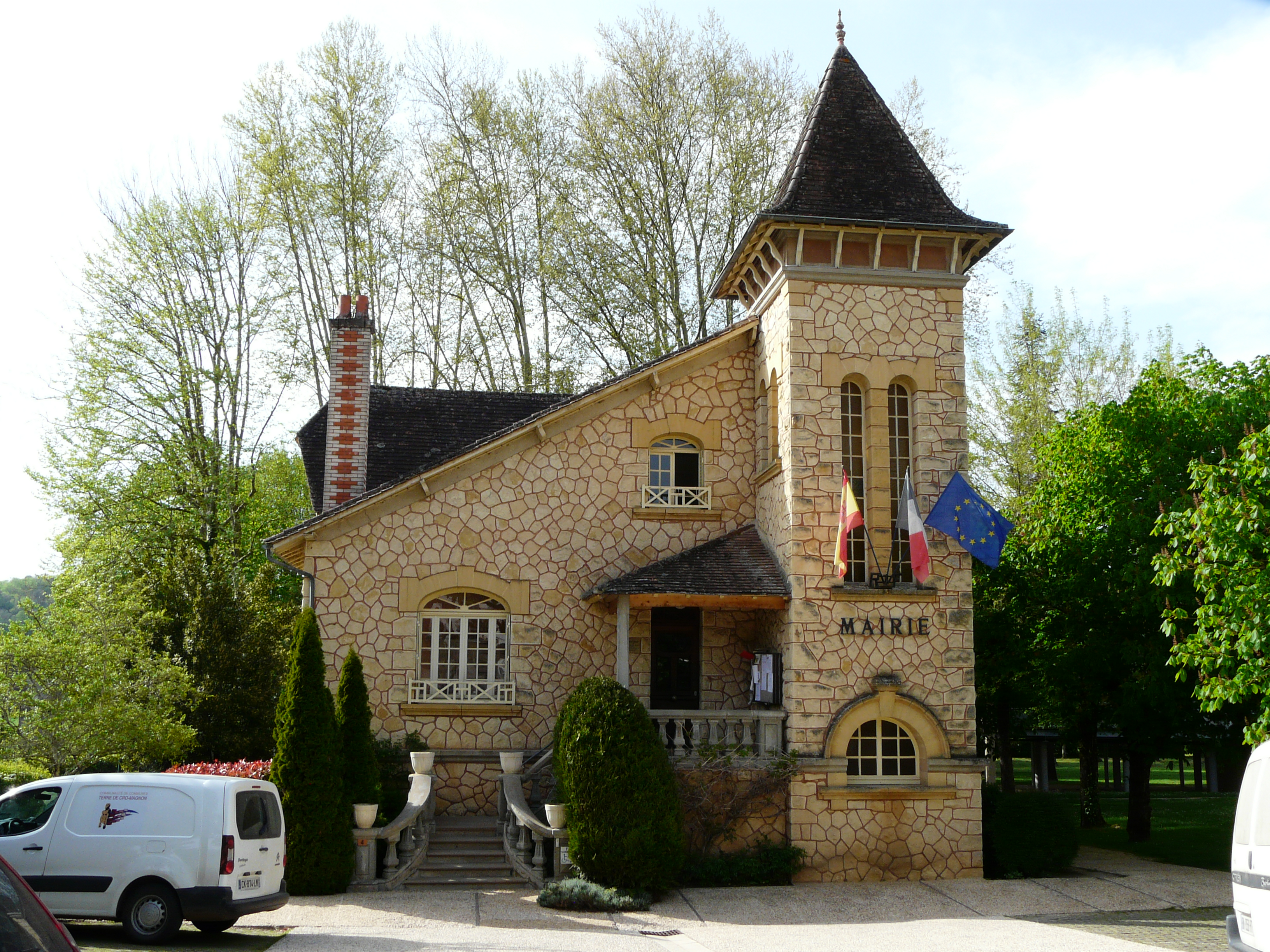
Мэрия города
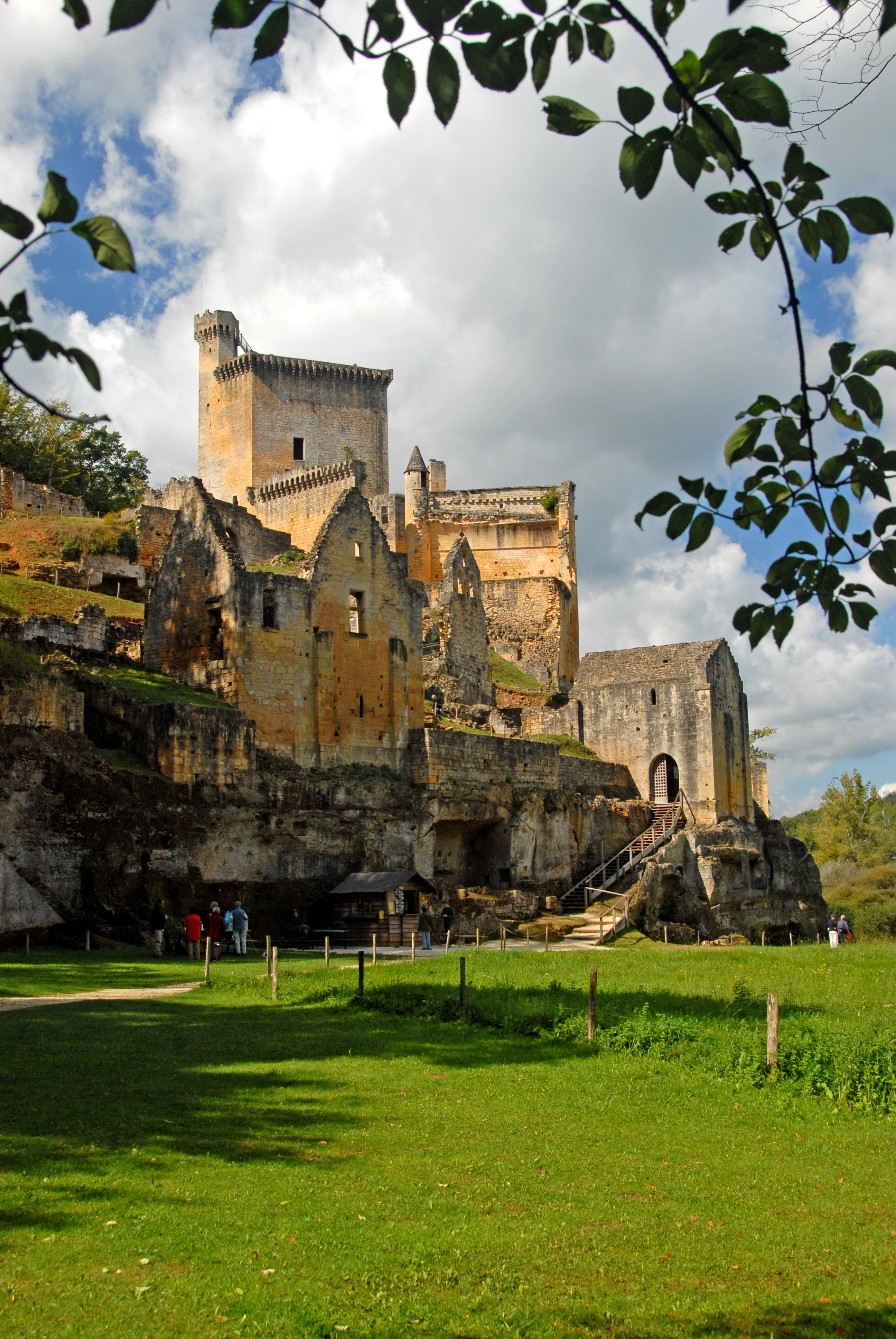
Замок Коммарк
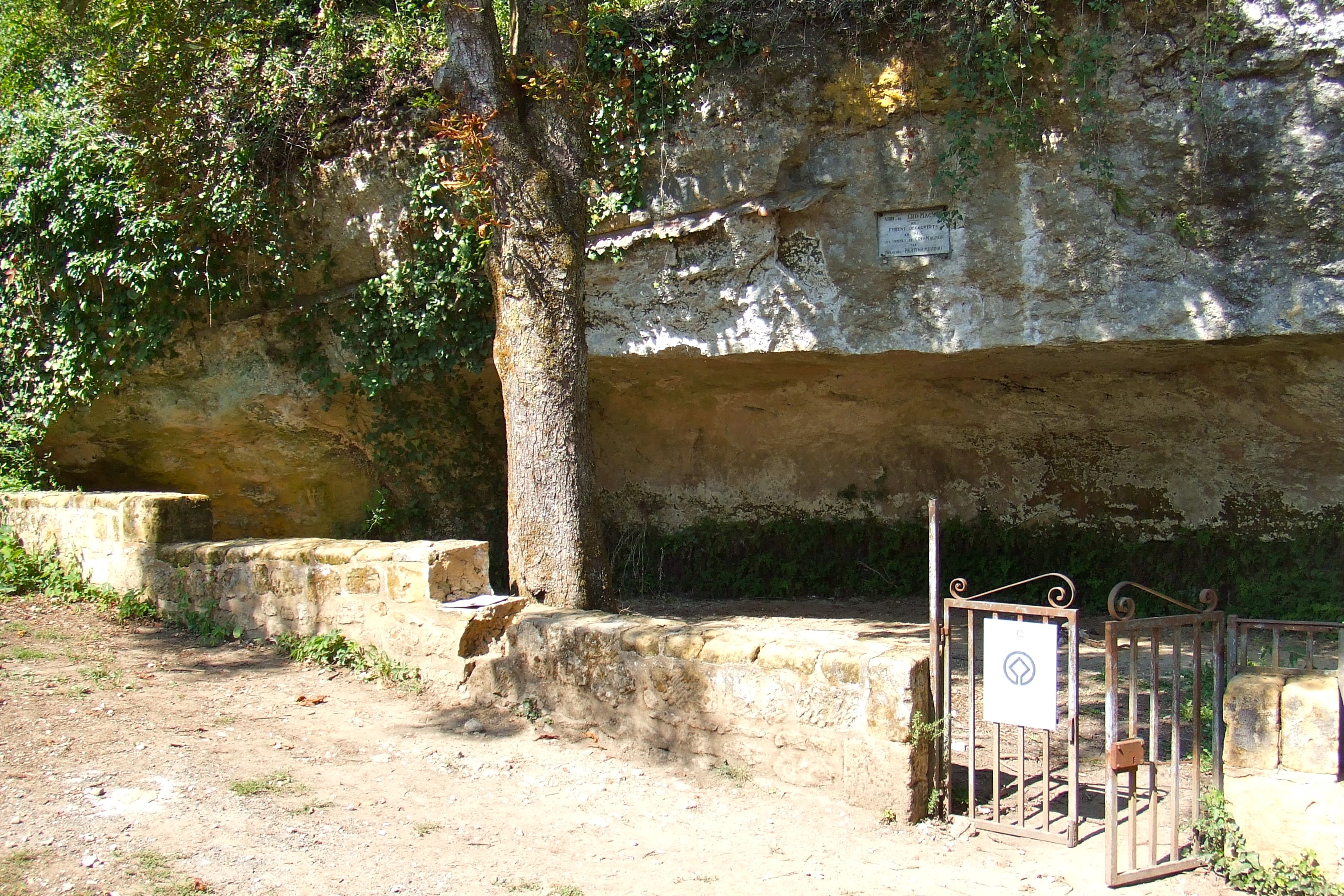
Кро-Маньон
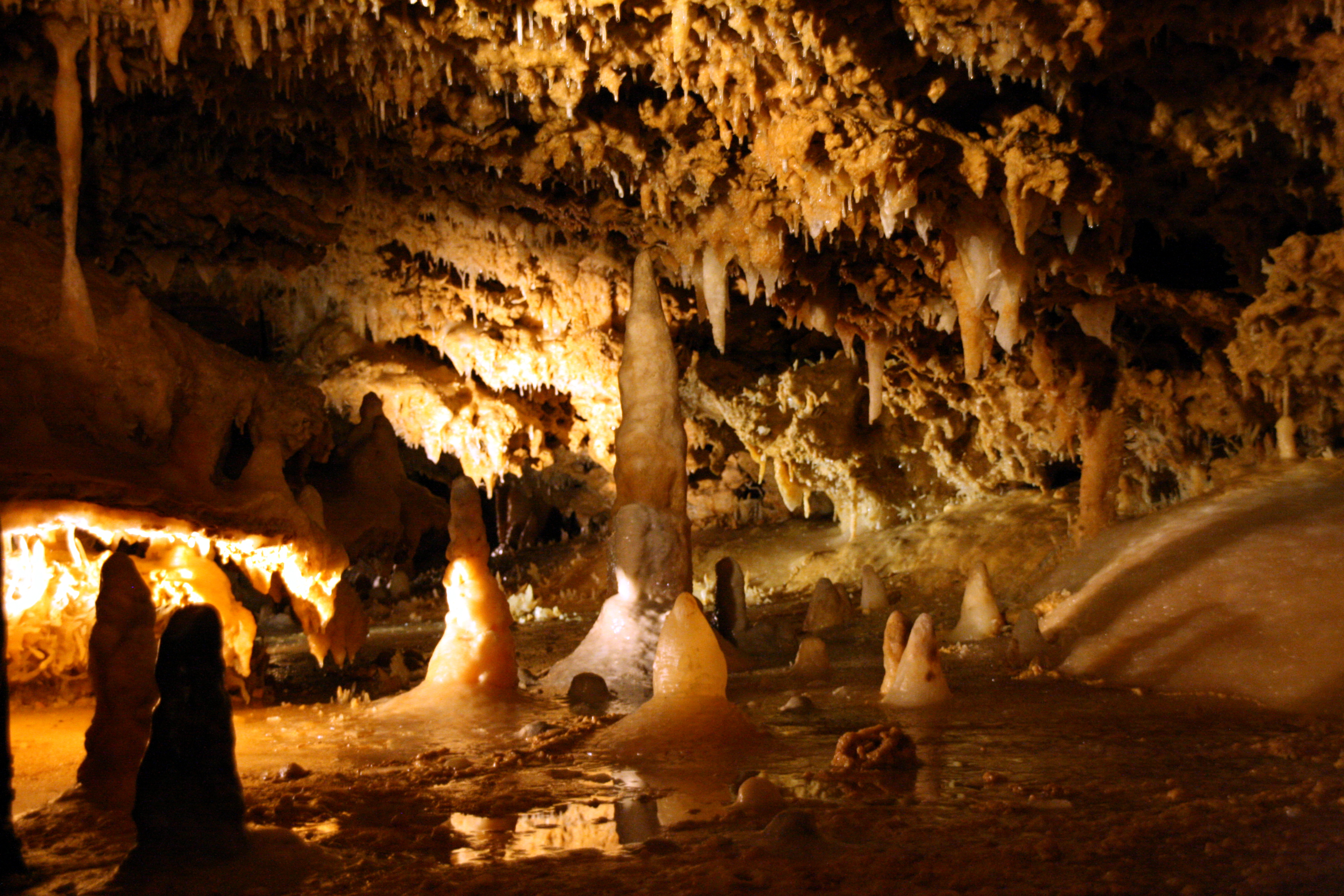
Пещера Гран-Рок